# Communauté d'agglomération Cannes Pays de Lérins
La communauté d'agglomération Cannes Pays de Lérins (anciennement Communauté d'agglomération des Pays de Lérins) est une communauté d'agglomération française du département des Alpes-Maritimes, en région Provence-Alpes-Côte d'Azur. Outre Cannes la ville-centre, elle regroupe Le Cannet, Mandelieu-la-Napoule, Mougins et Théoule-sur-Mer, pour un total de 158 225 habitants.

## Toponymie

Blason de l'abbaye de Lérins

Les deux îles de Lérins, Saint-Honorat et Sainte-Marguerite, forment un archipel situé à quelques encablures des villes de Cannes, Mandelieu-la-Napoule et Théoule-sur-Mer bordant la baie. Au XIe siècle, nombre de seigneuries comme Cannes, Le Cannet ou Mougins deviennent des fiefs de l'abbaye de Lérins. Ces trois villes portent depuis lors dans leurs armes la « palme d'argent sur champ d'azur », emblème de l'abbaye, symbolisant le palmier sur lequel Honorat d'Arles était juché pendant que la mer nettoyait des serpents qui l'infestaient l'île Saint-Honorat sur laquelle il avait fondé son monastère.
Un millénaire après la donation de ses terres à l'abbaye par Guillaume-Gruette, deuxième fils de Rodoard, comte d'Antibes,, Lero et Lerina, telles qu'elles étaient nommées durant l'antiquité, forment à nouveau le lien entre les cinq villes en donnant leur nom à la communauté d'agglomération des Pays de Lérins.

## Géographie
La communauté d'agglomération Cannes Pays de Lérins, située dans le département des Alpes-Maritimes (arrondissement de Grasse) en région Provence-Alpes-Côte d'Azur, regroupe cinq communes de l'extrême sud-ouest du département : Cannes, Le Cannet, Mandelieu-la-Napoule, Mougins et Théoule-sur-Mer.
Elle est entourée à l'ouest par le département du Var, au nord-ouest et au nord par les communes de Pégomas, La Roquette-sur-Siagne et Mouans-Sartoux appartenant à la communauté d'agglomération du Pôle Azur Provence, étendue au 1er janvier 2014 en Communauté d'agglomération du Pays grassois, au nord, au nord-est et à l'est par les communes de Valbonne et Vallauris appartenant à la communauté d'agglomération de Sophia Antipolis, également étendue au 1er janvier 2014, et au sud et au sud-est par la baie de Cannes et le golfe Juan en Méditerranée.
Territoire d'une superficie de 94,83 km2, son relief est marqué, à l'ouest, par les massifs de l'Esterel et du Tanneron, culminant à 486 mètres, à l'est, par celui de la Maure culminant à 216 mètres, au centre, par celui de la Croix-des-Gardes et des collines du Pézou, de La Colle, du Bosquet, de Serra Capeou, des Clauvins, de Font-Marie et des Bréguières. Au sud se trouvent la plaine alluviale de la Siagne et les côtes du littoral méditerranéen de près d'une trentaine de kilomètres. Il est irrigué par les rivières de la Siagne et de la Frayère et par une multitude de ruisseaux dont celui du Béal. Il borde la baie de Cannes (ou golfe de La Napoule) et possède un territoire insulaire avec les îles de Lérins en Méditerranée sur l'une desquelles (Sainte-Marguerite), se trouve l'étang du Batéguier.

## Transports
Le territoire des Pays de Lérins accueille les installations de l’aéroport de Cannes-Mandelieu, réservé à l’aviation de tourisme et d’affaires, et dont la fréquentation est la deuxième plus importante de France après celle du Bourget.
Le réseau de transport en commun, dont la communauté d'agglomération des Pays de Lérins est l'autorité organisatrice, est le réseau Palm Bus. Il est composé de vingt-six lignes régulières, deux lignes à haut niveau de service, treize lignes à la demande, deux navettes à Cannes et quatre lignes de nuit. Il est complété par le réseau départemental Lignes d'Azur.
Ce territoire est également traversé par la voie ferroviaire de la ligne Marseille – Vintimille, suivant le littoral et reliée au réseau TGV, Téoz, Lunéa et TER Provence-Alpes-Côte d'Azur, et par la ligne Cannes – Grasse, desservies dans les gares de Cannes centre-ville, La Bocca, Le Bosquet, La Frayère et Ranguin. Au total, l'agglomération comportes sept gares ou haltes TER.
Il est accessible par les trois échangeurs numéros 40, 41 et 42 de l’autoroute A8. Il est sillonné par plusieurs autres axes routiers importants comme la route du bord de mer (route départementale 6098), la route Napoléon traversant longitudinalement les communes de Cannes, Le Cannet et Mougins, l’ancienne route nationale 7 (devenue la route départementale 6007) qui se conjugue pour partie avec la route du bord de mer, la route départementale 9 de La Bocca à Grasse et ses itinéraires bis 409 et 909 de Cannes à Mougins et la route départementale 3 en direction des Alpes.
Le territoire des Pays de Lérins comporte, par ailleurs, seize ports maritimes répartis sur les communes de Cannes, Mandelieu-la-Napoule et Théoule-sur-Mer. La gare maritime de Cannes assure également des liaisons régulières vers les îles de Lérins et Saint-Tropez.

## Historique
- Communes isolées
- CA Pôle Azur Provence
- CC des Terres de Siagne

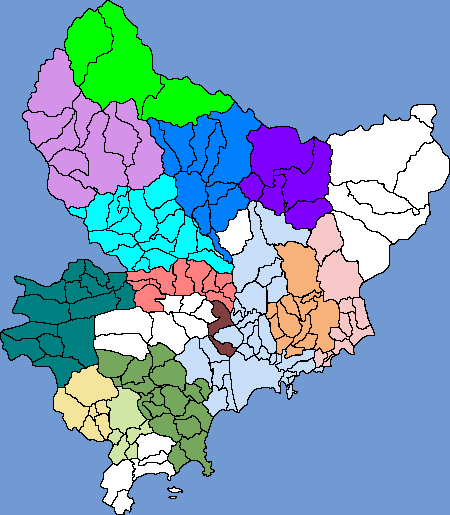
Carte de l'intercommunalité dans les Alpes-Maritimes au 1 janvier 2011
Communes isolées
CA Pôle Azur Provence
CC des Terres de Siagne
CC des monts d'Azur
CA de Sophia Antipolis
CC de la vallée de l'Estéron
CC des vallées d'Azur
CC de Cians Var
Communauté urbaine Nice Côte d'Azur
CC des Coteaux d'Azur
CC de la Tinée
CC Vésubie-Mercantour
CC des stations du Mercantour
CC du Pays des Paillons
CA de la Riviera française

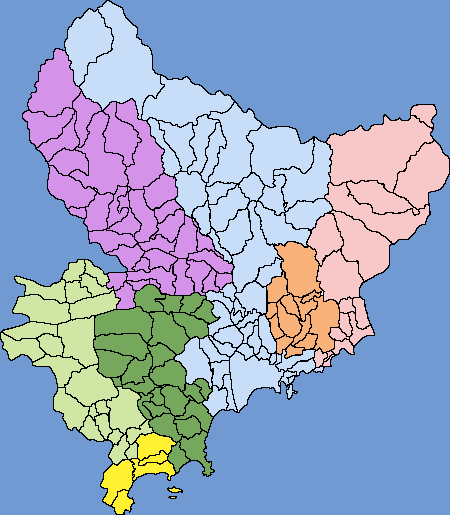
Carte de l'intercommunalité dans les Alpes-Maritimes au 1 janvier 2014
CA des Pays de Lérins
CA du Pays grassois
CA de Sophia Antipolis
CC des Alpes d'Azur
Métropole Nice Côte d'Azur
CC du Pays des Paillons
CA de la Riviera Française

La communauté d'agglomération des Pays de Lérins est publiquement présentée à la presse le 26 novembre 2012, adoptée par la commission départementale de coopération intercommunale du 10 décembre 2012 et approuvée par le préfet le 15 avril 2013, pour être mise en œuvre au 1er janvier 2014.
Plusieurs tentatives de constitution d'une intercommunalité réunissant Cannes, le Cannet et Mandelieu-la-Napoule, son restées auparavant inabouties, et ces trois communes et celles de Mougins et Théoule-sur-Mer demeurent encore isolées à la date du 22 avril 2011,. À cette date, et en application de la loi de réforme des collectivités territoriales du 16 décembre 2010 fixant la finalisation de l'intercommunalité sur le territoire national au 31 décembre 2012, le préfet des Alpes-Maritimes présente alors un projet de schéma de l'intercommunalité du département. Celui-ci prévoit l'intégration des cinq villes dans une communauté d'agglomération réunissant vingt-neuf communes dans un périmètre épousant celui du schéma de cohérence territoriale dit Scot'Ouest et fusionnant la communauté d'agglomération Pôle Azur Provence et les communautés de communes des Terres de Siagne et des Monts d'Azur. Après un certain nombre de modifications prenant en compte, l'avis des communes, EPCI, syndicats intercommunaux et syndicats mixtes concernés, la réduction à vingt-sept communes, la commission émet un avis favorable et le schéma départemental est adopté par arrêté préfectoral du 27 décembre 2011.
Cependant, vingt-cinq communes sur les vingt-neuf et quinze EPCI sur les seize concernés par la CA Scot'Ouest s'étant exprimés contre le projet lors de leur consultation (les villes du Cannet et de Mougins se sont prononcées favorablement, celles de Cannes, Mandelieu-la-Napoule et Théoule-sur-Mer ont voté contre) et onze communes dont Mandelieu-la-Napoule et le Cannet (abstention de Cannes) ayant voté négativement le 9 décembre 2011, les négociations se poursuivent. Un amendement proposant la création d'une communauté d’agglomération à cinq, premier pas vers la constitution d'un pôle métropolitain rassemblant les intercommunalités des bassins antibois, cannois et grassois (les communautés d'agglomération Sophia Antipolis élargie, Pays de Lérins et Pôle Azur Provence élargie en Pays de Grasse),, est présenté à la commission départementale du 10 décembre 2012, qui émet sur le premier point un avis favorable à l'unanimité. Le nouveau schéma départemental est fixé par arrêté préfectoral du 18 décembre 2012 validant la constitution de la communauté d'agglomération des Pays de Lérins. Un projet de statuts et un contrat de gouvernance de la communauté d'agglomération des Pays de Lérins sont soumis au conseil des Maires du 4 mars 2013. Les conseils municipaux de Cannes, Mandelieu-la-Napoule, Mougins et Théoule-sur-Mer, adoptent à l'unanimité dans le délai fixé de trois mois le périmètre et les statuts de la nouvelle CA.
La majorité requise étant atteinte, un bilan des délibérations de l'ensemble des communes du département, entérinant les périmètres arrêtés lors de la commission précédente, est présenté par le préfet aux membres de la CDCI le 15 avril 2013,. Les communes de Cannes, Mandelieu-la-Napoule,, Mougins et Théoule-sur-Mer communiquent alors sur la naissance de cette nouvelle agglomération qui va s'intégrer au projet de pôle métropolitain Antibes-Cannes-Grasse. Seule la ville du Cannet s'abstient et, le 27 juin 2013, elle dépose un recours gracieux demandant le retrait de l'arrêté en contestant les statuts, notamment la répartition des sièges qu'elle juge « illégale » et, en premier lieu, la compétence sur les déchets qui lui imposerait de sortir du syndicat Univalom. La commune souhaite une nouvelle concertation aboutissant au retrait de cette compétence accordée à la communauté d'agglomération.

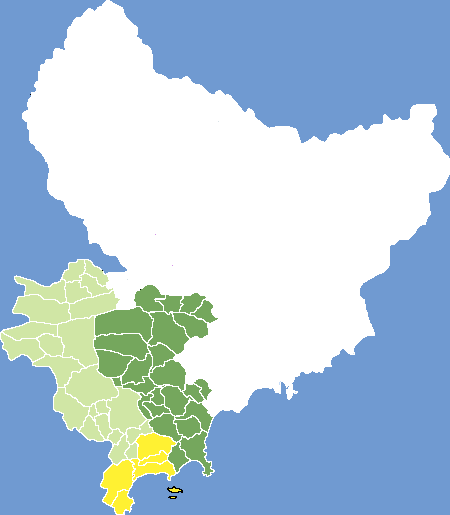
Projet de pôle métropolitain de l'ouest des Alpes-Maritimes sur le périmètre des bassins de vie Antibes-Cannes-Grasse.

## Composition
La communauté d'agglomération est composée des cinq communes suivantes :

| Nom                  | Code Insee | Gentilé      | Superficie (km2) | Population (dernière pop. légale) | Densité (hab./km2) |
| -------------------- | ---------- | ------------ | ---------------- | --------------------------------- | ------------------ |
| Cannes (siège)       | 06029      | Cannois      | 19,62            | 74 040 (2022)                     | 3 774              |
| Le Cannet            | 06030      | Cannetans    | 7,71             | 40 198 (2022)                     | 5 214              |
| Mandelieu-la-Napoule | 06079      | Mandolociens | 31,37            | 21 201 (2022)                     | 676                |
| Mougins              | 06085      | Mouginois    | 25,64            | 19 481 (2022)                     | 760                |
| Théoule-sur-Mer      | 06138      | Théouliens   | 10,49            | 1 418 (2022)                      | 135                |

Ces communes étaient auparavant isolées. La communauté d'agglomération des Pays de Lérins est une création ex nihilo qui n'entraîne ni fusion avec un autre EPCI à fiscalité propre ni retrait. Les cinq communes sont cependant individuellement adhérentes, à la date du 10 décembre 2012, aux syndicats intercommunaux et syndicats mixtes suivants dont le périmètre dépasse la plupart du temps celui de la nouvelle communauté d'agglomération :
| Syndicat intercommunal ou mixte | Siège     | Cannes | Le Cannet | Mandelieu La Napoule | Mougins | Théoule sur Mer | Autre secteur |
| --- | --------- | ------ | --------- | -------------------- | ------- | --------------- | ------------- |
| Syndicat mixte pour l'étude du barrage à but multiple Var-Estéron                                                                                     | Gilette   | X      |           |                      |         |                 | X             |
| SIVADES - Syndicat mixte de coopération intercommunale pour la valorisation des déchets du secteur Cannes-Grasse                                      | Cannes    | X      |           |                      |         |                 | X             |
| Syndicat intercommunal pour la protection contre les inondations de la Frayère et de la Roquebilière                                                  | Cannes    | X      |           |                      |         |                 |               |
| Syndicat intercommunal d'aménagement et d'amélioration télé-radiophonique de la région Cannes-Antibes                                                 | Vallauris | X      |           |                      |         |                 | X             |
| Syndicat mixte départemental économique Sophia Alpes-Maritimes                                                                                        | Nice      | X      |           |                      |         |                 | X             |
| Syndicat intercommunal pour la protection du littoral ouest contre la pollution                                                                       | Cannes    | X      |           |                      |         |                 |               |
| Syndicat intercommunal d'assainissement unifié du grand bassin cannois                                                                                | Cannes    | X      | X         | X                    |         | X               | X             |
| Syndicat intercommunal des communes alimentées par les canaux de la Siagne et du Loup Syndicat intercommunal de l'eau potable du grand bassin cannois | Cannes    | X      | X         |                      | X       | X               | X             |
| Syndicat de gestion d'une fourrière intercommunale | Cannes    | X      |           |                      |         |                 | X             |
| Syndicat intercommunal des transports publics de Cannes-Le Cannet-Mandelieu                                                                           | Cannes    | X      | X         | X                    |         |                 |               |
| Syndicat intercommunal de la Siagne et de ses affluents                                                                                               | Mandelieu | X      |           | X                    |         |                 | X             |
| SIVU Le Cannet-Mougins pour la gestion et la conservation d'un centre de secours existant                                                             |           |        | X         |                      | X       |                 |               |
| Syndicat intercommunal du contrat de baie des Golfes de Lérins                                                                                        | Vallauris | X      | X         | X                    | X       | X               | X             |
| Syndicat intercommunal d'accueil des gens du voyage Le Cannet - Mandelieu-la-Napoule                                                                  |           |        | X         | X                    |         |                 |               |
| Syndicat intercommunal d'accueil des gens du voyage Mougins-Vallauris                                                                                 |           |        |           |                      | X       |                 | X             |
| Syndicat mixte du centre éducatif et culturel des Campelières                                                                                         | Mougins   |        | X         |                      | X       |                 | X             |
| Syndical mixte pour la valorisation des déchets ménagers                                                                                              | Antibes   |        | X         | X                    | X       | X               | X             |
| Syndicat mixte chargé d'élaborer, approuver, suivre et réviser le SCOT de l'Ouest des Alpes-Maritimes                                                 | Grasse    | X      | X         | X                    | X       | X               | X             |
| Syndicat départemental de l'électricité et du gaz | Nice      |        | X         | X                    | X       | X               | X             |
| Syndicat mixte des collectivités territoriates informatisées des Alpes-Maritimes                                                                      | Vallauris | X      |           | X                    | X       | X               | X             |
| Syndicat mixte des transports des Apes-Maritimes | Nice      | X      | X         | X                    | X       | X               | X             |

Leurs compétences devant être transférées aux EPCI à fiscalité propre, l'arrêté préfectoral du 27 décembre 2011 prévoyait, dans l'hypothèse de l'intégration des cinq communes au sein de la communauté d'agglomération initialement configurée sur le périmètre du Scot'Ouest, la fusion ou la suppression des syndicats suivants :
- Syndicat mixte pour l'étude du barrage à but multiple Var-Estéron (supprimé) ;
- Syndicat intercommunal d'aménagement et d'amélioration télé-radiophonique de la région Cannes-Antibes (supprimé) ;
- Syndicat intercommunal pour la protection du littoral ouest contre la pollution, fusionné avec le syndicat intercommunal du contrat de baie des Golfes de Lérins ;
- Syndicat intercommunal d'accueil des gens du voyage Le Cannet - Mandelieu-la-Napoule, fusionné avec le Syndicat intercommunal d'accueil des gens du voyage Mougins-Vallauris ;
- Syndicat mixte chargé d'élaborer, approuver, suivre et réviser le SCOT de l'Ouest des Alpes-Maritimes ;
- Syndicat mixte de coopération intercommunale pour la valorisation des déchets du secteur Cannes-Grasse ;
- Syndicat intercommunal des transports publics de Cannes-Le Cannet-Mandelieu, ;
- Syndicat intercommunal de la Siagne et de ses affluents fusionnés avec la communauté d'agglomération Pôle Azur Provence élargie au périmètre du Scot'Ouest.

## Compétences
La communauté d'agglomération exerce de plein droit en lieu et place des communes membres les quatre compétences imposées par la loi ainsi que les trois compétences optionnelles arrêtées par décision des conseils municipaux. Au 1er janvier 2015, elle exerce les compétences suivantes :
Compétences obligatoires
- Transports : gestion du réseau de transport Palm Bus (anciennement Bus Azur) sur les communes du territoire et aménagement de la voirie et des infrastructures intercommunales dédiées à ce réseau
- Environnement : traitement des déchets, gestion du bruit, Plan Climat Énergie Territorial (PCET),
- Développement économique : aménagement des zones d'activité, en particulier celles liées à l'activité nautique
- Aménagement du territoire : cadre de référence pour les différentes politiques d'aménagement, notamment via le SCOT' Ouest des Alpes-Maritimes
- Politique de la ville : mutualisation des dispositifs de développement urbain et d'insertion économique et sociale (Maisons de l'Emploi) ; déploiement des conseils locaux de sécurité et de prévention de la délinquance.

Compétence(s) optionnelle(s)
- Construction, aménagement, entretien et gestion d'équipements culturels et sportifs.

## Démographie
| 1968    | 1975    | 1982    | 1990    | 1999    | 2010    | 2015    | 2021    |
| ------- | ------- | ------- | ------- | ------- | ------- | ------- | ------- |
| 103 586 | 123 244 | 135 160 | 141 241 | 144 679 | 158 225 | 158 225 | 157 452 |

## Administration
À la suite des élections municipales de 2020, la communauté d'agglomération est administrée par un conseil communautaire qui se compose de 62 conseillers, élus pour une durée de six ans. Ils se répartissent par commune comme suit :
- Cannes : 29 sièges
- Le Cannet : 16 sièges
- Mandelieu-la-Napoule : 9 sièges
- Mougins : 7 sièges
- Théoule-sur-Mer : 1 siège et 1 suppléant.

## Budget
Le budget de la communauté devrait s'élever entre trente-cinq et quarante millions d'euros.